# 小婦人 (1933年電影)
《小婦人》（英語：Little Women）是一部於1933年上映的美國法典前劇情片。該片由乔治·丘克執導，並由凯瑟琳·赫本、瓊·本內特、弗朗西絲·迪伊和珍·帕克主演。維克托·赫曼和薩拉·Y·梅森的劇本改編自露意莎·梅·奧爾柯特1868年的同名小說。電影的續集《小紳士》在隔年上映。
這是小說的第三次改編。前兩部為無聲版，分別是1917年（敏娜·格列主演）和1918年（朵洛西·貝爾納主演）。在這部1933年的有聲版上映後，接踵而來的是1949年的（瓊·阿里森、伊莉莎白·泰勒和彼得·勞福德主演）、1994年的（薇諾娜·瑞德主演）和2019年的（瑟夏·羅南主演）。

## 劇情
電影場景設置在美國內戰期間和之後的麻薩諸塞州康科特，並以一系列片段形式著重於四個馬奇姐妹和被親切稱呼為「媽咪」的母親（斯普林·白靈頓飾）在他們等待在聯邦軍擔任上校和上尉父親（薩繆爾·S·海德斯飾）回來時所遭遇的冒險以及奮鬥。積極堅定的假小子喬（凯瑟琳·赫本飾）要滿足有錢馬奇姑姑（艾德娜·梅·奧立佛飾）的一時興致。她夢想成為著名作家，並給她姐妹寫些戲劇為當地孩子表演。艾美（瓊·本內特飾）漂亮但自私、梅格（弗朗西絲·迪伊飾）擔任家庭教師，而體貼的貝絲（珍·帕克飾）練習一座需要調音的非常老舊樂器小鍵琴。
她們遇到了勞利（道格拉斯·蒙哥馬利飾），他和爺爺勞倫斯先生（亨利·史蒂文森飾）一起居住，是馬奇家庭的有錢鄰居。勞倫斯家庭邀請她們去豪華派對，而梅格遇到了勞利的家庭教師約翰·布魯克（約翰·洛奇飾）。在接下來的幾個月中，約翰開始討好梅格，喬的第一篇短篇小說出版了，貝絲在勞倫斯先生的提議下經常用他的鋼琴練習。
媽咪得知丈夫受傷後在華盛頓的一家醫院休養，因此她去華盛頓照顧他。在她離開期間，貝絲從鄰居的嬰兒身上感染了猩紅熱。她雖康復，但身體變得虛弱。馬奇回來後，梅格嫁給了約翰。勞利向喬告白，但被拒絕了。當他冷落作為回敬時，喬搬到了紐約去追求作家夢，並住在寄宿房。在那裏她遇到了赤貧的德國語言學家巴爾教授（保羅·盧卡斯飾）。在他的幫助和鼓勵下，喬改善了她的寫作，並解決了對勞利的奇怪感覺。
虛弱的貝絲快要死了，所以喬在這段時間回到康科特與貝絲和家人在一起。貝絲死後，悲痛的喬得知艾米陪同馬奇姑姑到歐洲去了，她愛上了勞利，接受了他的求婚，而他們回來時已經結婚。他們返回時，喬為勞利和艾米感到高興，一切都跟往常一樣。巴爾教授隨後從紐約到康科特，並帶來了喬《小婦人》的手稿，並即將出版。他向喬告白並求婚。喬欣然接受，並歡迎他成為家庭一員。

## 演員表
- 凯瑟琳·赫本 飾 喬瑟芬·「喬」·馬奇（Josephine "Jo" March）
- 瓊·本內特 飾 艾美·馬奇（Amy March）
- 弗朗西絲·迪伊（英语：Frances Dee） 飾 瑪格麗特·「梅格」·馬奇（Margaret "Meg" March）
- 珍·帕克（英语：Jean Parker） 飾 伊莉莎白·「貝絲」·馬奇（Elizabeth "Beth" March）
- 斯普林·白靈頓（英语：Spring Byington） 飾 馬奇媽咪（Marmee March）
- 道格拉斯·蒙哥馬利（英语：Douglass Montgomery） 飾 西奧多·「勞利」·勞倫斯（Theodore "Laurie" Laurence）
- 保羅·盧卡斯 飾 貝爾教授（Professor Bhaer）
- 艾德娜·梅·奧立佛（英语：Edna May Oliver） 飾 馬奇姑姑（Aunt March）
- 亨利·史蒂文森（英语：Henry Stephenson） 飾 勞倫斯先生（Mr. Laurence）
- 約翰·戴維斯·洛奇（英语：John Davis Lodge） 飾 約翰·布魯克（John Brooke）
- 薩繆爾·S·海德斯（英语：Samuel S. Hinds） 飾 馬奇先生（Mr. March）
- 內迪亞·威斯特曼（英语：Nydia Westman） 飾 奶奶（Mamie）
- 哈里·貝雷斯福特（英语：Harry Beresford） 飾 邦斯醫生（Doctor Bangs）
- 梅布林·科爾科德（英语：Mabel Colcord） 飾 漢娜（Hannah）
- 瑪麗恩·巴盧（Marion Ballou） 飾 寇克太太（Mrs. Kirke）
- 奧林·霍蘭德（英语：Olin Howland） 飾 戴維斯先生（Mr. Davis，未掛名）

## 籌拍

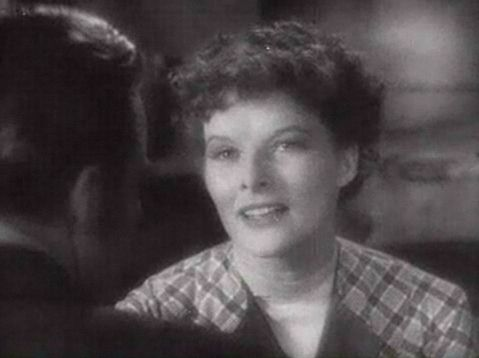
凯瑟琳·赫本飾演的喬在《小婦女》的預告

雖然大衛·賽茲尼克並沒有出現在人員名單，然而因為這是與工作室之間合同中剩下的最後一部電影，所以他從美高梅公司回到雷電華電影來監督製作。
導演乔治·丘克的首要目標是強調《小婦人》中犧牲與家庭生活之間的毗鄰。
應赫本的要求，劇裝設計師沃特·普凱特為她的角色設計了一條裙子，它是仿照赫本一張錫版照片中像母親般的祖母身穿的衣服。沃特·普凱特還得重新設計瓊·本內特的幾套服裝來遮蓋懷孕跡象，這是本內特參與電影時故意沒有跟庫克說到的狀態。普凱特精心設計了所有服裝，有目的性地將馬區姐妹的衣物在不同場景以洗牌式的交換，來強調姐妹共享的家庭紐帶，以及每個女孩只能穿這麼多衣服，但可以通過跟姐妹共享來極大地擴展個人衣櫥的現實。
原本路易絲·克勞瑟·海爾計劃出演馬區姑姑，但她於1933年7月26日死後，艾德娜·梅·奧立佛接替出演。
這部電影的預算為100萬美元，在為期一年的製作計劃中，有4,000人參與製作。經研究當時環境製作了3,000件單獨的物品，包括服裝，家具和家用電器。前藝術家和室内设计师
霍比·歐文（Hobe Erwin）被聘請來監督佈景，然後他以露意莎·梅·奧爾柯特在麻薩諸塞州的房子希爾賽德（Hillside）模擬出了馬區家的內部。外部則在桑蘭（Sunland）的蘭開斯特湖（Lancaster's Lake）、好萊塢山普羅維登西亞牧場（Providencia Ranch）和帕萨迪纳的華納兄弟牧場拍攝。電影的原始繪畫印刷品使用了壁爐和蠟燭的手工著色。

## 發行
電影於1933年11月16日在無線電城音樂廳開場。儘管是近50年最冷的11月16日，也以23,073人參與而打破了開場日紀錄。它的首週發行就賺到了10萬美元。在音樂廳進行為期三週的放映中破紀錄的451,801人觀看，之後搬去中心劇場（Center Theatre）放映四週內再有250,000人觀看。它以130萬美元的租費成為1933年美國票房第四高的電影。電影在全球獲得200萬美元，並取得80萬的盈利。
雷电华电影的上映時間無可挑剔，因為大萧条觀眾對電影成熟地身處一個更簡單，更天真和吉祥的世界中的生活是適宜的。此外，電影業從1932年和1933年因呈現大量暴力和性挑逗材料而備受抨擊。這部電影那種被保守主義者認為應該拍的那種類型。他們支持它，帶他們孩子去觀看它，並將其納入學校課程。
這部電影於1938年重新放映，獲得了額外的7萬美元租金和4.9萬美元的利潤。

## 反響

### 專業評價

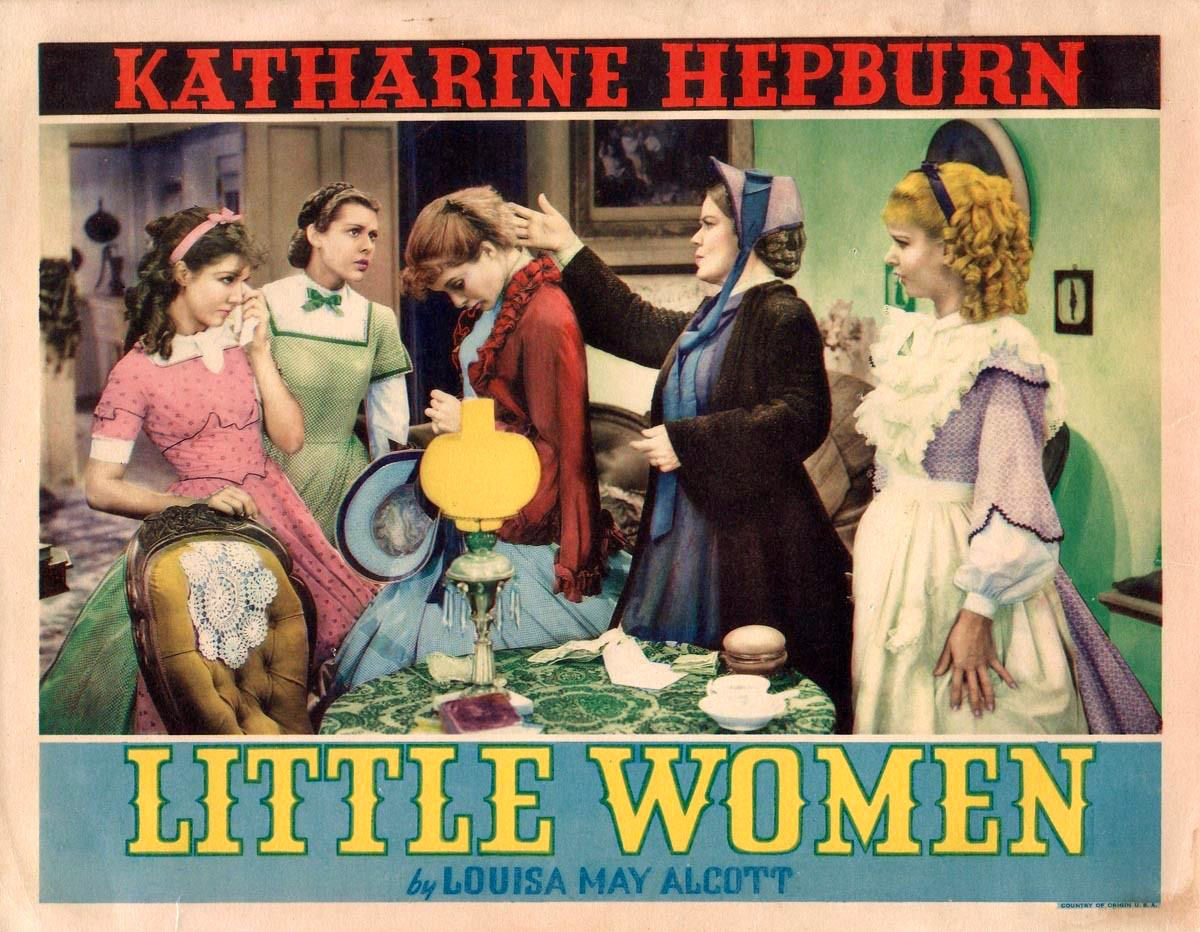
大堂畫片

這部電影發行後獲得廣泛好評。《紐約時報》的莫當特·豪爾寫道：「當中導演以圖畫形式陳述了有趣事件的溫和方式，這在一群古板的人所創作的刻板印象故事後受到支持。這部編年史沒有英雄，甚至沒有反派都毫無所謂，因缺乏這些大人物（通常都是誇張刻畫出來）讓人們滿足於棲身在老派日子人心的時刻。這部電影以柔和的方式開始，順滑地讓其流淌，無需任何努力來幫助完成讓結尾在觀眾心中徘徊的效果。」
《綜藝》稱其為「傑出的人類記載，語氣中的嚴肅帶有氣宇不凡，劇情發展拖泥帶水，但演技總是有說服力」。《紐約客》的約翰·莫斯稱它是「令人驚詫的勝利」以及「比起我們需要長時間去探索的電影更強烈並帶出更多的感覺」。
《紐約世界電訊報》（New York World-Telegram）稱讚這部電影「將原作作者全部的簡樸和魅力以聰明得令人驚訝的形式重新呈現在螢幕上」，以及覺得赫本給出了「一次難忘的精彩表演，而她絕對徹底地證明她真是一名（演技）不受限制和駕輕就熟的女演員」。
《紐約美國人》（The New York American）寫道：「隨著幾個月的過去，對於凯瑟琳·赫本飾演那敏感又火爆的喬的記憶有可能會逐漸黯淡，又或者多少被一些裝腔作勢天才的演出所取代。然而在此時此刻，或在未來數天，數週，數月的時間裡，赫本小姐的人物塑造將獨自站在輝煌的基座上」。
《電視指南》給這部電影四顆星，稱它「毫不掩飾的多愁善感」以及「好萊塢最佳電影製作的一個例子」。它補充道：「佈景、服裝以及乔治·丘克的導演都為這部宏偉的電影做出了巨大貢獻。而在演技方面，尤其是赫本的表演，使這個簡單的故事變得如此動人。這部電影中充斥著歡笑和眼淚，它展現了孩子都可以接受的一部分美國歷史。在大蕭條最低潮的時候發行，《小婦女》鼓勵了美國人民的情緒，並依然如此」。

### 榮譽
在第6屆奧斯卡金像獎，夫妻檔編劇維克托·赫曼和薩拉·Y·梅森贏得奧斯卡最佳改編劇本獎。這部電影同樣入圍了奧斯卡最佳影片獎，但輸給了《氣壯山河》。乔治·丘克在奧斯卡最佳導演獎輸給了弗蘭克·洛伊德。凯瑟琳·赫本也憑這部電影在第2屆威尼斯影展贏得了國家法西斯協會娛樂最佳女主角偉大金獎。

## 外部鏈接
- 互联网电影数据库（IMDb）上《小婦人》的资料（英文）
- AllMovie上《小婦人》的资料（英文）
- TCM电影资料库上《小婦人》的资料（英文）
- 美国电影学会目录上的《小婦人》（英文）